# Abraham Izaak van Emden
Abraham Izaak van Emden, A.J. van Emden, (Emden (Nedersaksen), circa 24 april 1791 – Middelburg, 25 oktober 1869) was een Nederlands violist, die lange tijd in Middelburg leefde, maar van Duitse komaf was.
Hij was zoon van Isaac Mozes van Emden en Jetje Israël. Hij was getrouwd met Betje Wallach, na haar overlijden hertrouwde hij met Rosette Fransman uit Amsterdam. Hij werd begraven op de Israëlitische begraafplaats in Middelburg.
Hij werd in 1806  muziekonderwijzer in Middelburg, dat in 1856 met een jubileum werd gevierd. Hij organiseerde er ook talloze concerten en was mede-oprichter van de Zeeuwse tak van V.W., een maatschappij ter bevordering van de kunst en wetenschap. In 1829 werd hij benoemd tot dirigent/kapelmeester van de plaatselijk schutterij en hij was tot 1856 dirigent bij het koor Uit Kunstliefde. Hij probeerde in 1849 samen met Petrus Rudolf Bekker een muziekschool op te richten. Hij bemoeide zich tevens met de bestrijding van armoede in Middelburg als lid van het Israëlitisch armbestuur. In 1857 ging zijn gezondheid dusdanig achteruit dat hij zijn solovioolpartijen niet altijd meer even goed kon spelen en verhuisde naar de tweede violen, maar in 1866 ging ook dat niet meer. In 1867 werd een concert gegeven, waarvan de ontvangsten naar hem vloeiden.